# Anatkina samaranga
Anatkina samaranga är en insektsart som beskrevs av Young 1986. Anatkina samaranga ingår i släktet Anatkina och familjen dvärgstritar. Inga underarter finns listade i Catalogue of Life.